# Trieces flabenis
Trieces flabenis är en stekelart som beskrevs av Ian D. Gauld och Sithole 2002. Trieces flabenis ingår i släktet Trieces och familjen brokparasitsteklar. Inga underarter finns listade i Catalogue of Life.